# Memories (anime)
Memories é um filme anime de 1995 que tem Katsuhiro Ôtomo como produtor executivo, o filme é baseado em três mangás curtos do próprio Otomo. O filme é composto por três curtas-metragens: Magnetic Rose (彼女の想いで, Kanojo no Omoide), dirigido pelo co-fundador do Studio 4°C, Kōji Morimoto, e escrito por Satoshi Kon; Stink Bomb (最臭兵器, Saishū-heiki), dirigido por Tensai Okamura of Darker, conhecido por Black fame esceito por Otomo, e Cannon Fodder (大砲の街, Taihō no Machi), escrito e dirigido pelo próprio Otomo.